# Estação Santo Tomás
A Estação Santo Tomás é uma das estações do Metrô do Panamá, situada na Cidade do Panamá, entre a Estação Lotería e a Estação Iglesia del Carmen. Administrada pela Metro de Panamá S.A., faz parte da Linha 1.
Foi inaugurada em 5 de abril de 2014. Localiza-se na Avenida Justo Arosemena. Atende o corregimento Calidonia.